# Судково (водохранилище)
Судково (бел. Судко́ва) — наливное водохранилище в Хойникском районе Гомельской области Беларуси, в 4 км в направлении на запад от агрогородка Судково, в 0,7 км в направлении на северо-восток от деревни Борисовщина, на юг от деревни Поташня.

## Описание
Водохранилище создано в 1982 году.
Площадь водного зеркала 1 км². Длина 1,25 км (по другим данным - 1,3 км), ширина 1,1 км, наибольшая глубина 4,2 м, средняя 3,0 м, объём воды 3 млн м³. Длина оградительной дамбы 4,1 км. Наполняется водой из реки Вить по напорному трубопроводу при помощи насосной станции, забирается вода через донный водовыпуск в теле дамбы. Колебания уровня воды в течение года до 2 метров.
Расстояние от устья до гидроузла — 19 км.
Вид регулирования — сезонное.
Используется для орошения сельскохозяйственных угодий и рыбоводства.